# Scolia flaviceps
Scolia flaviceps is een vliesvleugelig insect uit de familie van de Scoliidae.
De wetenschappelijke naam van de soort is voor het eerst geldig gepubliceerd in 1846 door Eduard Friedrich Eversmann.
Het holotype bevindt zich in het Zoologisch Instituut van de Russische Academie van Wetenschappen in Sint-Petersburg.
De soort kan verward worden met de oriëntaalse hoornaar (Vespa orientalis), met Scolia galbula, met Megascolia bidens en met de reuzendolkwesp of mammoetwesp (Megascolia maculata).
Het verspreidingsgebied van Scolia flaviceps is Frankrijk, Italië, Griekenland (incl. Kreta), Cyprus, Turkije, Egypte, Iran, Irak, Pakistan, Rusland, Tadzjikistan, de Zuidelijke Kaukasus, Turkmenistan, Oezbekistan en China.